# Sebastian Gabriel Bourbonsko-Braganzský
Sebastian Gabriel Bourbonsko-Braganzský (Sebastián Gabriel María Carlos Juan José Francisco Javier de Paula Miguel Bartolomé de San Geminiano Rafael Gonzaga; 4. listopadu 1811, Rio de Janeiro – 14. února 1875, Pau) byl portugalský a španělský infant, předek několika španělských vévodských linií a velitel karlistické armády v první karlistické válce.

## Původ a rodina
Sebastian se narodil na podzim roku 1811 v Rio de Janeiro jako jediné dítě infantky Marie Terezy Portugalské a španělského a portugalského infanta Petra Karla. Jeho matka byla nejstarší dcerou krále Jana VI. Portugalského (a také vnučkou španělského krále Karla IV.); a jeho otec, který zemřel krátce po Sebastianově narození, byl v mužské linii vnukem jak španělského krále Karla III., tak portugalské královny Marie I.
Sebastianovi byl brzy povolením z 9. prosince 1811 udělen titul portugalského infanta. Přestože byl v mužské linii pravnukem španělského panovníka, nenarodil se jako španělský infant; titul španělského infanta mu však byl udělen v roce 1824 jeho prastrýcem Ferdinandem VII. Španělským.

## Občanská válka
Portugalsko bylo od roku 1826 v občanské válce, v níž proti sobě až do roku 1834 stáli dva Sebastianovi strýcové, „král-uchvatitel“ Michal I. a jeho starší bratr Petr IV.
Sebastianova matka se v roce 1838 znovu provdala za svého strýce Dona Karla Maria Isidora Bourbonského, prvního karlistického pretendenta na španělský trůn. Tereza byla od začátku sporu o dědictví v roce 1833 podporovatelkou karlistů a většinu času trávila v karlistickém táboře, který se obvykle nacházel na severu Španělska.
Sebastian se účastnil druhého obléhání Bilbaa a 30. prosince 1836 se stal velitelem karlistické severní armády. 16. března 1837 zvítězil v bitvě u Oriamendi proti britské legii, vedené Georgem de Lacy Evansem. Pak vedl neúspěšnou Královskou expedici proti Madridu a po svém návratu na sever na konci roku 1837 byl propuštěn.

## Tituly
15. ledna 1837 byl během první karlistické války zákonem kortesů, potvrzeným královským dekretem královny regentky Marie Kristýny vyloučen ze španělského následnictví, a to z důvodu rebelie proti královně Isabele II. Sebastian byl také prohlášen za zbaveného španělských titulů a postavení v dynastii.
Stejné vyloučení potkalo také Sebastianovu matku a strýce, sesazeného Michala I. Portugalského,stejně jako Dona Karla a jeho syny.
V roce 1859 byly Sebastianovi ve spojitosti s jeho druhým manželstvím španělské tituly navráceny. Poté se vrátil zpět z Neapole, kde žil od konce války v roce 1939, do Španělska.

## Manželství a potomci
Sebastian se poprvé oženil se svou o sedm let mladší sestřenicí Marií Amálií Bourbonsko-Sicilskou, více než dvacetileté manželství však zůstalo bezdětné. Když ovdověl, tak se téměř v padesáti letech 19. listopadu 1860 znovu oženil se svou o dvacet let mladší sestřenicí Marií Kristýnou Španělskou, neteří své první manželky. Jejich třem synům, patřícím do dynastie, byla udělena vévodství.
Sebastian měl se svou druhou manželkou pět synů:
- František Maria de Borbón y Borbón, 1. vévoda z Marcheny (1861–1923)
- Petr de Alcántara de Borbón y Borbón, 1. vévoda z Dúrcalu (1862–1892)
- Ludvík de Jesús de Borbón y Borbón, 1. vévoda z Ansoly ( 1864–1889)
- Alfonso María de Borbón y Borbón (1866–1934)
- Gabriel Jesús de Borbón y Borbón (1869–1889)

Po svržení královny Isabely II. v roce 1868 se Sebastian přestěhoval do města Pau, kde se neúspěšně pokusil urovnat spor mezi karlistickou a isabelinskou větví rodu Bourbonů.
Infant Sebastian Gabriel zemřel 14. února 1875 ve věku 63 let ve francouzském městě Pau.

## Tituly a oslovení
- 4. listopadu 1811 – 9. prosince 1811: Dom Sebastian Gabriel Bourbonsko-Braganzský
- 9. prosince 1811 – 8. dubna 1824: Jeho královská Výsost Dom Sebastian Gabriel Bourbonsko-Braganzský, infant portugalský
- 8. dubna 1824 – 15. ledna 1837: Jeho královská Výsost Don Sebastian Gabriel Bourbonsko-Braganzský, infant portugalský a španělský
- 15. ledna 1837 – 12. června 1859: Jeho královská Výsost Don Sebastian Gabriel Bourbonsko-Braganzský, infant portugalský
- 12. června 1859 – 14. února 1875: Jeho královská Výsost Don Sebastian Gabriel Bourbonsko-Braganzský, infant portugalský a španělský

## Znak

Znak infanta Sebastiana
Znak infanta Sebastiana

## Vývod z předků
|                                   |                                      |  |                    |                              |  |  |  |  |  |  |  | Filip V. Španělský |
|                                   |                                      |  |                    |                              |  |  |  |  |  |  |  |                    |
|                                   | Karel III. Španělský                 |  |                    |                              |  |  |  |  |  |  |  |                    |
|                                   |                                      |  |                    |                              |  |  |  |  |  |  |  |                    |
|                                   |                                      |  |                    | Alžběta Farnese              |  |  |  |  |  |  |  |                    |
|                                   |                                      |  |                    |                              |  |  |  |  |  |  |  |                    |
|                                   | Gabriel Španělský                    |  |                    |                              |  |  |  |  |  |  |  |                    |
|                                   |                                      |  |                    |                              |  |  |  |  |  |  |  |                    |
|                                   |                                      |  |                    | August III. Polský           |  |  |  |  |  |  |  |                    |
|                                   |                                      |  |                    |                              |  |  |  |  |  |  |  |                    |
|                                   | Marie Amálie Saská                   |  |                    |                              |  |  |  |  |  |  |  |                    |
|                                   |                                      |  |                    |                              |  |  |  |  |  |  |  |                    |
|                                   |                                      |  |                    | Marie Josefa Habsburská      |  |  |  |  |  |  |  |                    |
|                                   |                                      |  |                    |                              |  |  |  |  |  |  |  |                    |
|                                   | Pedro Carlos Španělský a Portugalský |  |                    |                              |  |  |  |  |  |  |  |                    |
|                                   |                                      |  |                    |                              |  |  |  |  |  |  |  |                    |
|                                   |                                      |  |                    | Jan V. Portugalský           |  |  |  |  |  |  |  |                    |
|                                   |                                      |  |                    |                              |  |  |  |  |  |  |  |                    |
|                                   | Petr III. Portugalský                |  |                    |                              |  |  |  |  |  |  |  |                    |
|                                   |                                      |  |                    |                              |  |  |  |  |  |  |  |                    |
|                                   |                                      |  |                    | Marie Anna Josefa Habsburská |  |  |  |  |  |  |  |                    |
|                                   |                                      |  |                    |                              |  |  |  |  |  |  |  |                    |
|                                   | Marie Anna Viktorie Portugalská      |  |                    |                              |  |  |  |  |  |  |  |                    |
|                                   |                                      |  |                    |                              |  |  |  |  |  |  |  |                    |
|                                   |                                      |  |                    | Josef I. Portugalský         |  |  |  |  |  |  |  |                    |
|                                   |                                      |  |                    |                              |  |  |  |  |  |  |  |                    |
|                                   | Marie I. Portugalská                 |  |                    |                              |  |  |  |  |  |  |  |                    |
|                                   |                                      |  |                    |                              |  |  |  |  |  |  |  |                    |
|                                   |                                      |  |                    | Mariana Viktorie Španělská   |  |  |  |  |  |  |  |                    |
|                                   |                                      |  |                    |                              |  |  |  |  |  |  |  |                    |
| Sebastian Portugalský a Španělský |                                      |  |                    |                              |  |  |  |  |  |  |  |                    |
|                                   |                                      |  |                    |                              |  |  |  |  |  |  |  |                    |
|                                   |                                      |  | Jan V. Portugalský |                              |  |  |  |  |  |  |  |                    |
|                                   |                                      |  |                    |                              |  |  |  |  |  |  |  |                    |
|                                   | Petr III. Portugalský                |  |                    |                              |  |  |  |  |  |  |  |                    |
|                                   |                                      |  |                    |                              |  |  |  |  |  |  |  |                    |
|                                   |                                      |  |                    | Marie Anna Josefa Habsburská |  |  |  |  |  |  |  |                    |
|                                   |                                      |  |                    |                              |  |  |  |  |  |  |  |                    |
|                                   | Jan VI. Portugalský                  |  |                    |                              |  |  |  |  |  |  |  |                    |
|                                   |                                      |  |                    |                              |  |  |  |  |  |  |  |                    |
|                                   |                                      |  |                    | Josef I. Portugalský         |  |  |  |  |  |  |  |                    |
|                                   |                                      |  |                    |                              |  |  |  |  |  |  |  |                    |
|                                   | Marie I. Portugalská                 |  |                    |                              |  |  |  |  |  |  |  |                    |
|                                   |                                      |  |                    |                              |  |  |  |  |  |  |  |                    |
|                                   |                                      |  |                    | Mariana Viktorie Španělská   |  |  |  |  |  |  |  |                    |
|                                   |                                      |  |                    |                              |  |  |  |  |  |  |  |                    |
|                                   | Marie Tereza z Braganzy              |  |                    |                              |  |  |  |  |  |  |  |                    |
|                                   |                                      |  |                    |                              |  |  |  |  |  |  |  |                    |
|                                   |                                      |  |                    | Karel III. Španělský         |  |  |  |  |  |  |  |                    |
|                                   |                                      |  |                    |                              |  |  |  |  |  |  |  |                    |
|                                   | Karel IV. Španělský                  |  |                    |                              |  |  |  |  |  |  |  |                    |
|                                   |                                      |  |                    |                              |  |  |  |  |  |  |  |                    |
|                                   |                                      |  |                    | Marie Amálie Saská           |  |  |  |  |  |  |  |                    |
|                                   |                                      |  |                    |                              |  |  |  |  |  |  |  |                    |
|                                   | Šarlota Joaquina Španělská           |  |                    |                              |  |  |  |  |  |  |  |                    |
|                                   |                                      |  |                    |                              |  |  |  |  |  |  |  |                    |
|                                   |                                      |  |                    | Filip I. Parmský             |  |  |  |  |  |  |  |                    |
|                                   |                                      |  |                    |                              |  |  |  |  |  |  |  |                    |
|                                   | Marie Luisa Parmská                  |  |                    |                              |  |  |  |  |  |  |  |                    |
|                                   |                                      |  |                    |                              |  |  |  |  |  |  |  |                    |
|                                   |                                      |  |                    | Luisa Alžběta Francouzská    |  |  |  |  |  |  |  |                    |
|                                   |                                      |  |                    |                              |  |  |  |  |  |  |  |                    |